# 2024년 워싱턴 NATO 정상회의

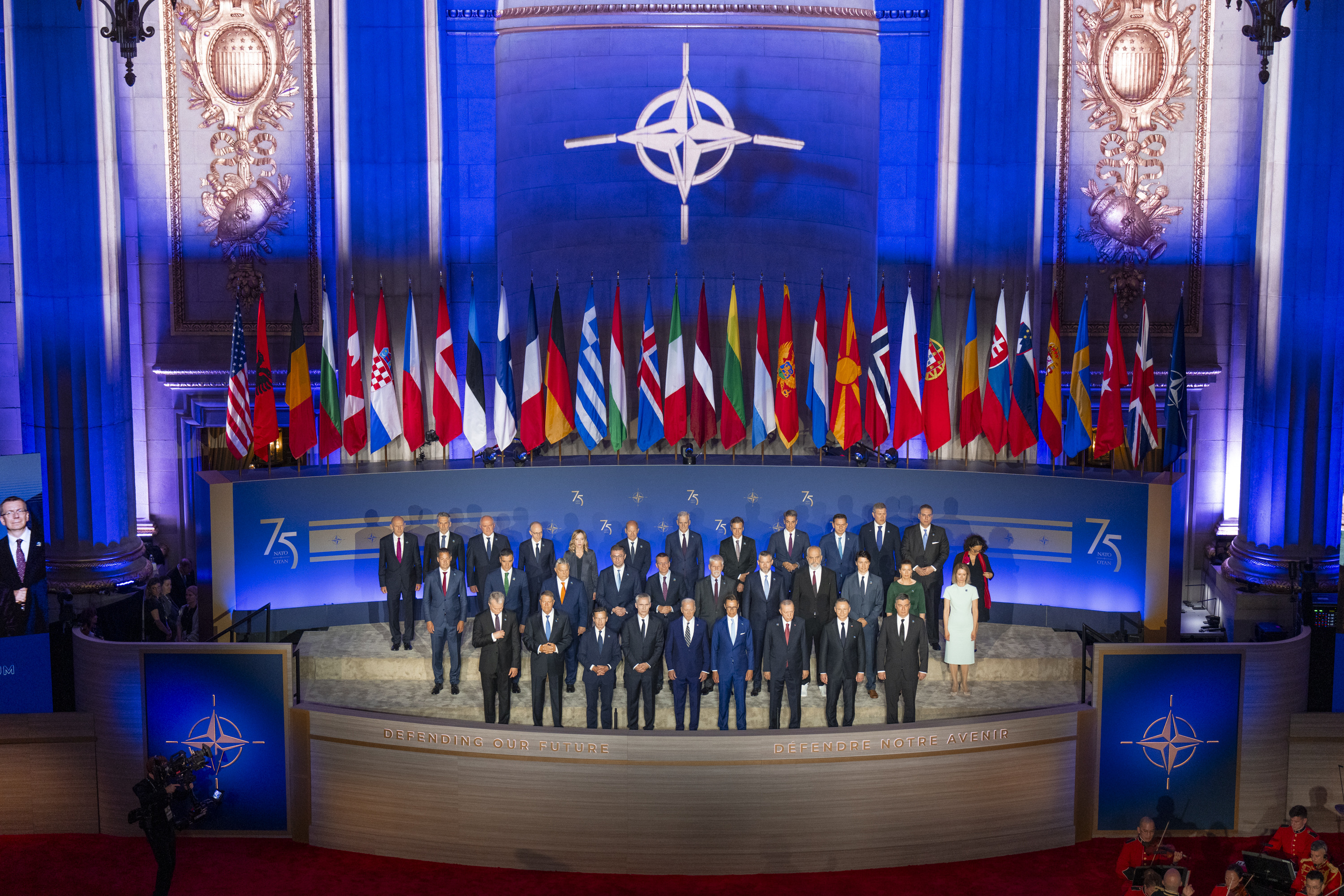
워싱턴 정상회담에서 기념 촬영하는 나토 회원국 32개국 대표단 (2024년 7월 9일)

2024년 워싱턴 정상회의는 제33차 북대서양조약기구(NATO) 정상회의이다. 2024년 7월 9일부터 11일까지 미국 워싱턴 D.C.에서 개최된 워싱턴 정상회의는 2024년 스웨덴이 나토에 가입한 이후 개최된 첫 정상회의이며, 오는 10월 임기가 끝나는 옌스 스톨텐베르그 나토 사무총장이 참석하는 마지막 정상회의이다. 1978년 워싱턴 정상회의, 1999년 워싱턴 정상회의, 2012년 시카고 정상회의에 이어 미국에서 열린 네 번째 나토 정상회의이기도 하다. 한국에서는 윤석열 대통령이 확대회담에 참석하였다.

## 배경
2024년 워싱턴 정상회의의 공식 명칭은 '우크라이나와 대서양 안보'였다. 이는 평화와 민주주의에 대한 전 세계적 위협이 고조되는 상황에 대한 대응이 동 회의의 주 논의 사항이라는 것을 의미한다. 특히 러시아와 북한의 협력 협정이 발표된 후 스톨텐베르크 사무총장은 한국과 우크라이나간의 협력이 정상회의에서 논의될 것이라고 말했다.

### 우크라이나에 대한 국제 지원
2024년 5월 14일, 앤터니 블링컨 미국 국무장관은 의회가 600억 달러 규모의 지원 패키지를 승인한 지 한 달도 안된 시점에 미국의 지원을 재확인하기 위해 우크라이나 수도 키이우를 방문했다. 블링컨 국무장관은 포병과 방공 시스템을 포함한 군사 지원의 신속한 전달을 통해 이번 방문이, 갈등이 심화되는 가운데 우크라이나의 안보에 대한 바이든 행정부의 의지를 강조했다.
젤렌스키 우크라이나 대통령에 따르면, 2024년 6월 27일 우크라이나와 유럽 연합은 내부 제도의 변화와 무관하게 우크라이나를 광범위한 지원으로 지원하겠다는 27개 회원국 전원의 약속이 있는 역사적인 안보 협정에 서명했다.

### 무기 사용 정책의 변화
5월 3일 키이우를 방문한 데이비드 캐머런 영국 외무부 장관은 우크라이나가 영국의 무기를 어떻게 사용할 것인지 등에 대해 결정을 내렸다고 말했는데, 이는 핵무기 보유국이자 나토의 핵심 회원국 중 하나인 영국의 입장으로서는 중대한 정책의 변화로 간주되는데, 이에 드미트리 페스코프 크렘린궁 대변인과 마리아 자하로바 러시아 외무부 대변인은 이번 결정을 비난했다. 5월 29일, 핀란드, 캐나다, 폴란드 대표들은 별도의 성명을 발표하고, 우크라이나가 무기를 사용함으로써 러시아 내부의 유효한 군사 목표물 등을 공격하는 것이 가능하다고 밝혔다.
5월 말까지, 에마뉘엘 마크롱 프랑스 대통령, 에드가르스 린케비치 라트비아 대통령, 알라스 카리스 에스토니아 대통령, 올라프 숄츠 독일 총리, 알렉산더르 더크로 벨기에 총리, 페트르 피알라 체코 총리, 메테 프레데릭센 덴마크 총리 등 지도자들과 캐나다, 리투아니아, 노르웨이, 영국, 폴란드 외무장관, 핀란드, 네덜란드, 스웨덴 국방장관 등은, 서방이 공급하는 무기에 대한 동시 금지 조치를 해제하는 것을 승인했다. 반면, 벨기에와 이탈리아는, 우크라이나가 러시아 내 목표물을 공격하기 위해 서구에서 공급한 무기를 사용하는 것에 반대했다.
5월 30일, 조 바이든 미국 대통령은 우크라이나에게 러시아 내부를 공격할 수 있는 권한을 암묵적으로 허용했으나, 정확한 국경선은 정의되지 않은 하르키우 주 근처에서만 가능하다는 제약을 두었다. 이후 독일 정부는 우크라이나가 러시아 내에서 무기를 사용할 수 있도록 허가했다.
2024년 6월 20일 미국은, 우크라이나와 유럽 동맹국들이 압력하고 북한과 러시아가 상호방위협정을 체결하는 등 상황이 바뀌자 우크라이나가, 미국이 공급한 무기를 러시아를 향해 사용하는 것이 가능하도록 승인했다. 미국의 이와 같은 결정은 러시아에 대한 공격을 포함한 우크라이나의 군사 작전을 촉진했다.
2024년 6월, 블라디미르 푸틴 러시아 대통령은 지난 24년만에 북한을 방문하여 북러 상호방위협정을 체결했다. 이에 한국은 게오르기 지노비예프 주한 러시아대사를 초치하여 북러 협정에 항의했다. 장호진 국가안보실장은 브리핑에서 “우크라이나에 대한 무기 공급 문제를 재검토하겠다”고 밝혔다. 장 실장의 발언에 푸틴 대통령은, 한국이 우크라이나에 무기를 공급한다면 "큰 실수"가 될 것이라고 경고했다.

### 회원국들의 국방비 지출

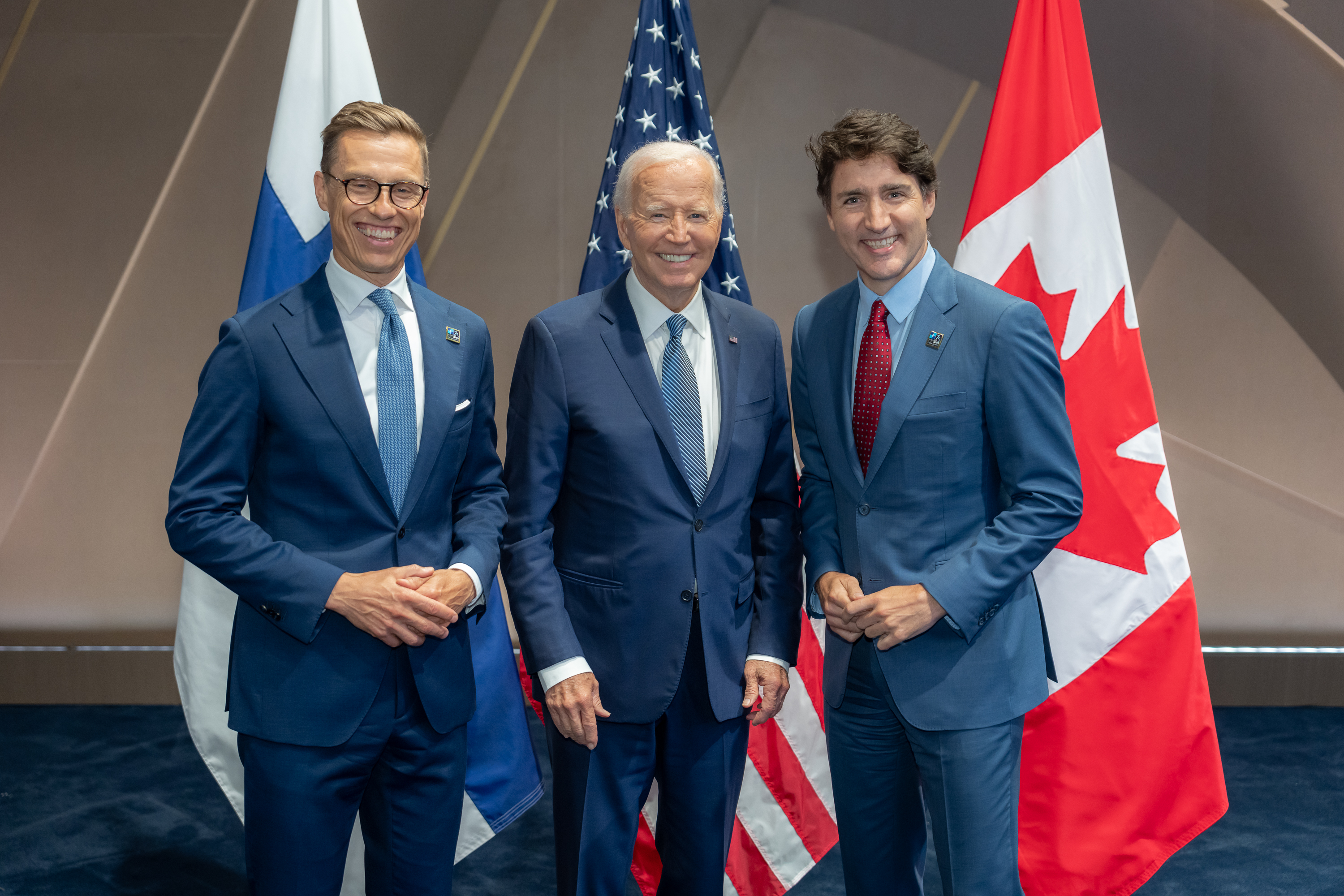
워싱턴 DC에서 조 바이든 미국 대통령과 저스틴 트뤼도 캐나다 총리와 만난 알렉산데르 스투브 핀란드 대통령

6월 17일, 정상회담 전 워싱턴 DC에서 바이든 미국 대통령과 만난 옌스 스톨텐베르그 나토 사무총장은 회원국 32개국 중 23개국이 GDP의 2% 수준의 국방비 지출 목표를 달성했다고 발표했다. 나토에 따르면 유럽 회원국과 캐나다의 국방비는 18% 증가했다.
그뿐만 아니라 동유럽 국가들은 군사 예산을 더욱 확대 편성했다. 일례로, 안제이 두다 폴란드 대통령은 나토 회원국들을 향해 GDP의 3%까지로 긴급히 확대할 것을 촉구했다. 폴란드는 2024년 국방에 GDP의 4% 이상을 할당할 것으로 예상되는데, 이는 다른 국가의 지출을 훨씬 능가하는 수준이다.

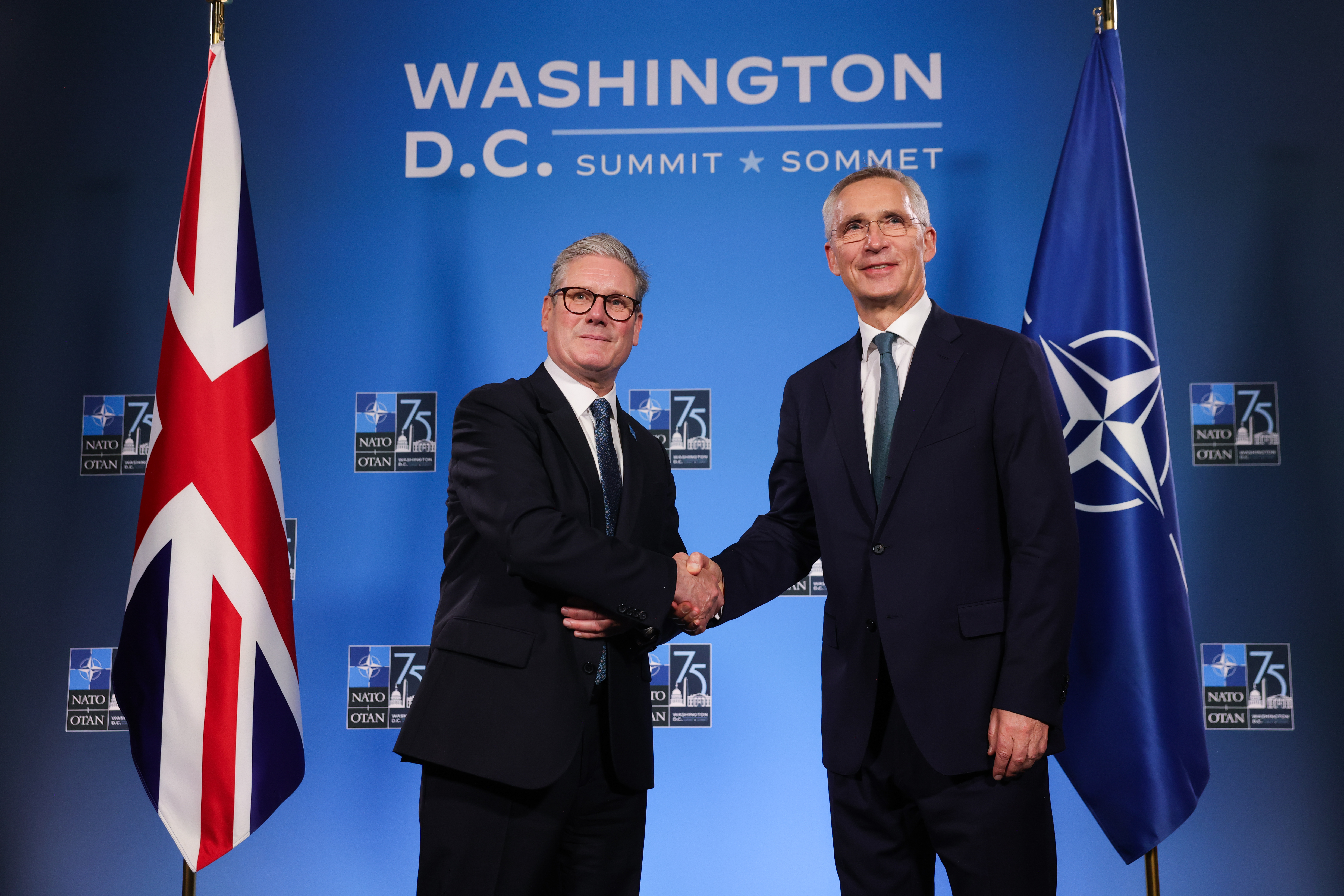
퇴임을 앞둔 옌스 스톨텐베르그 나토 사무총장과 키어 스타머 영국 총리

키어 스타머 영국 총리는 나토 회원국들을 향해 국방비 지출을 더 늘릴 것을 촉구했다. 이는 동맹 회원국들이 직면한, 증가하는 글로벌 위협에 대응하여 영국이 수백억 파운드를 군사 예산에 추가로 할당하려는 자국의 계획에 부합한다. 하지만 스타머 총리는 영국이 국방비를 2.5%로 인상할 것임을 약속했지만 구체적으로 언제 인상할지에 대해서는 공개하지 않았다.

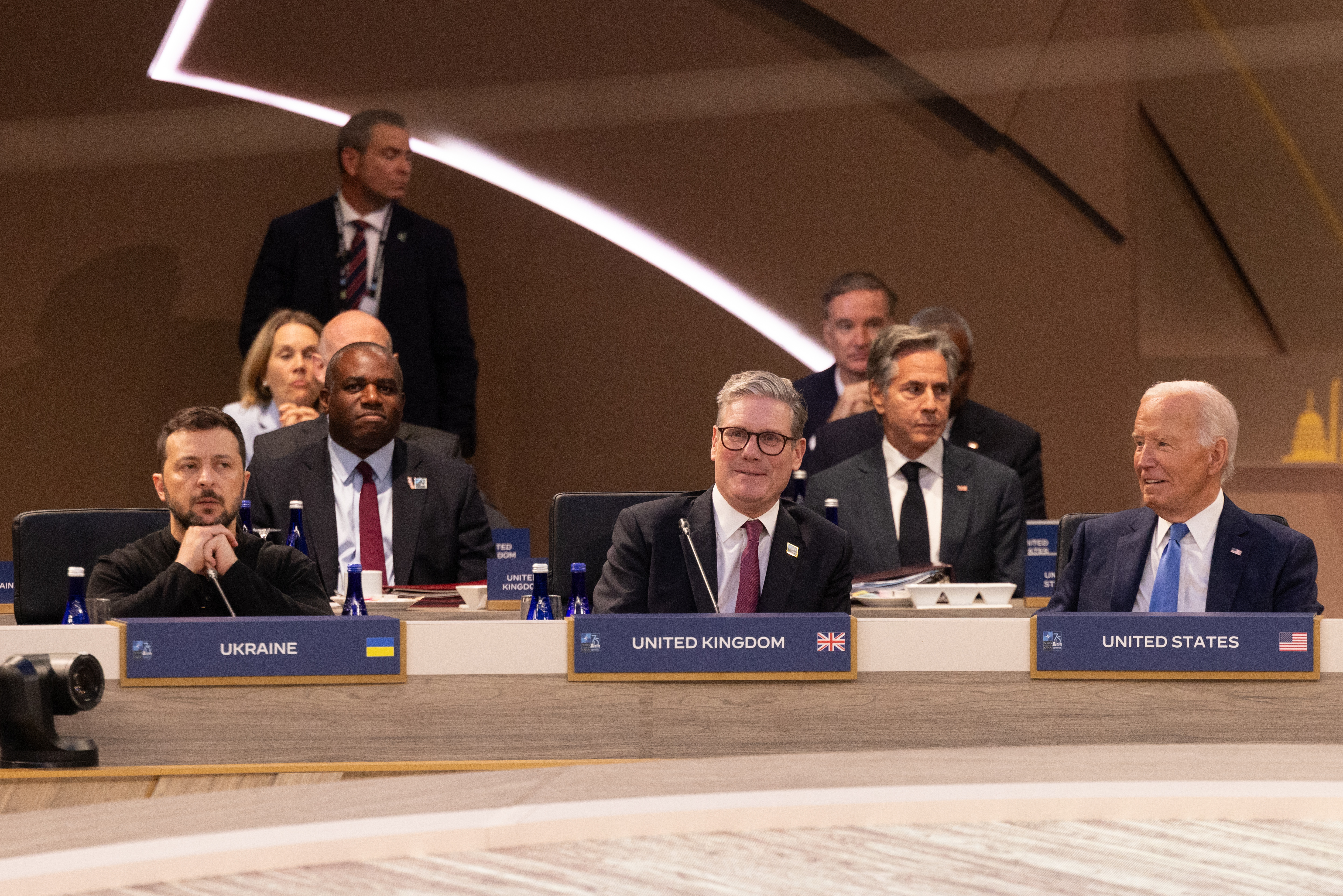
정상회의에서 젤렌스키

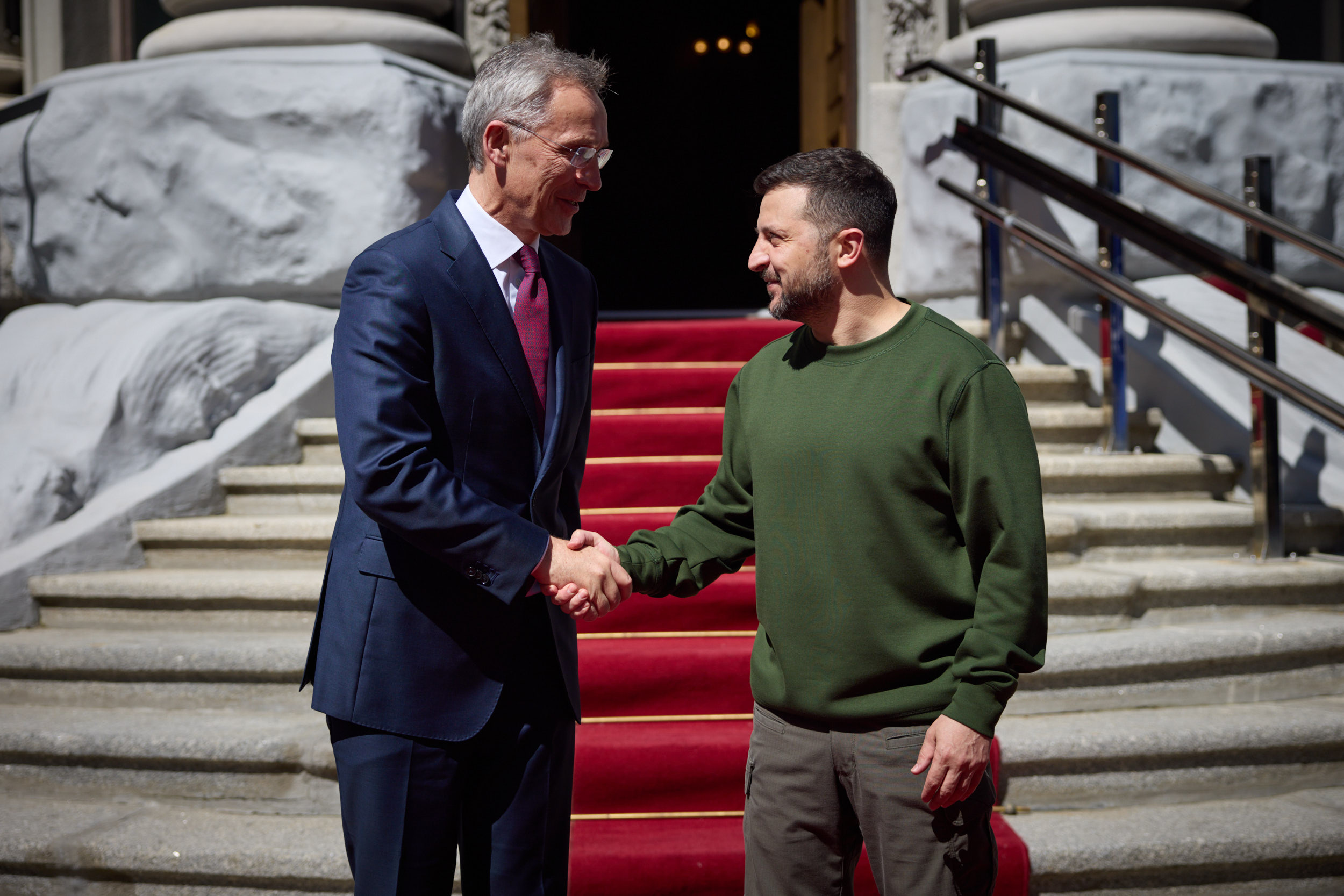
키이우에서 악수하는 옌스 스톨텐베르그 나토 사무총장과 볼로디미르 젤렌스키 우크라이나 대통령

### 우크라이나에 대한 나토의 입장
나토는 공식적으로 우크라이나에 대한 지지는 확고하며, 동맹국들은 우크라이나를 무기한 지지하기로 결정했다고 강조했다.

## 정상회의

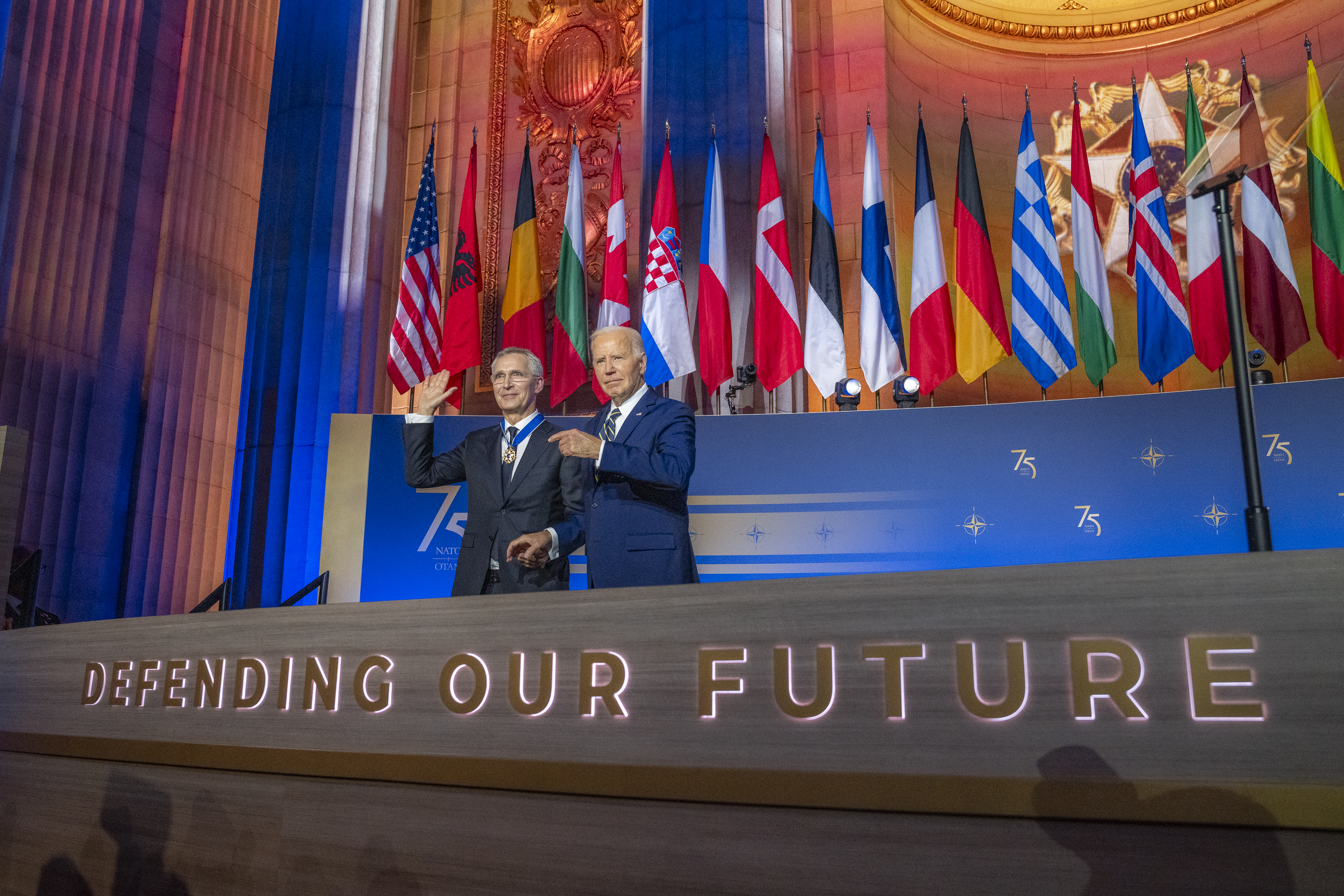
조 바이든 대통령은 옌스 스톨텐베르그 나토 사무총장에게 대통령 자유 메달을 수여했다.

사흘 간의 제75차 나토 정상회담은 2024년 7월 9일 화요일 개막했다. 리셉션에서 조 바이든 미국 대통령은 퇴임하는 옌스 스톨텐베르그 사무총장에게 미국의 최고 민간인상인 대통령 자유 메달을 수여했다.
조 바이든 미국 대통령은 미국과 네덜란드, 독일, 이탈리아, 루마니아를 포함한 여러 나토 회원국들이 우크라이나에 5개의 대공 방어 시스템을 위한 장비를 제공할 것이라고 발표했다. 볼로디미르 젤렌스키 우크라이나 대통령은 도널드 트럼프가 대통령에 당선될 경우, 나토와 우크라이나에 대한 지지를 줄일 수 있다는 점을 감안하여 2024년 11월에 진행될 예정인 미국 대통령 선거 이전에 우크라이나에 대한 조치를 결정해야 한다고 경고했다.
2024년 7월 10일, 나토 32개 회원국 전원은, 나토의 발전과 정책 결정을 개략적으로 설명하는 워싱턴 정상회담 선언을 승인했다. 선언에는 우크라이나에 대해 지원하고, 또 분쟁 중 러시아를 지지한 국가들인 중국, 이란, 북한, 벨라루스 등을 비난하는 내용이 포함됐다.

## 참가자

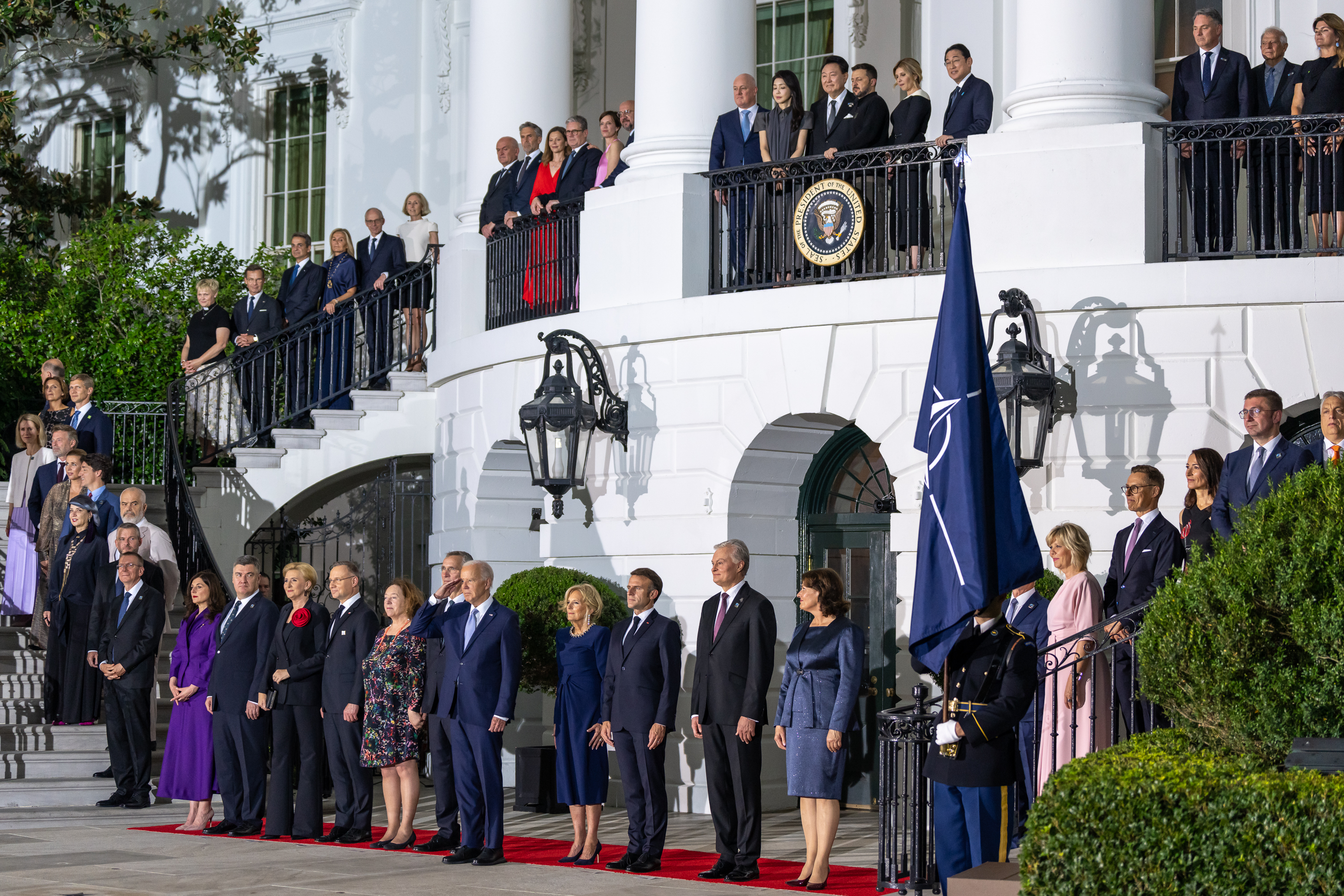
백악관 남쪽 잔디밭에 있는 조 바이든 대통령과 참가자들

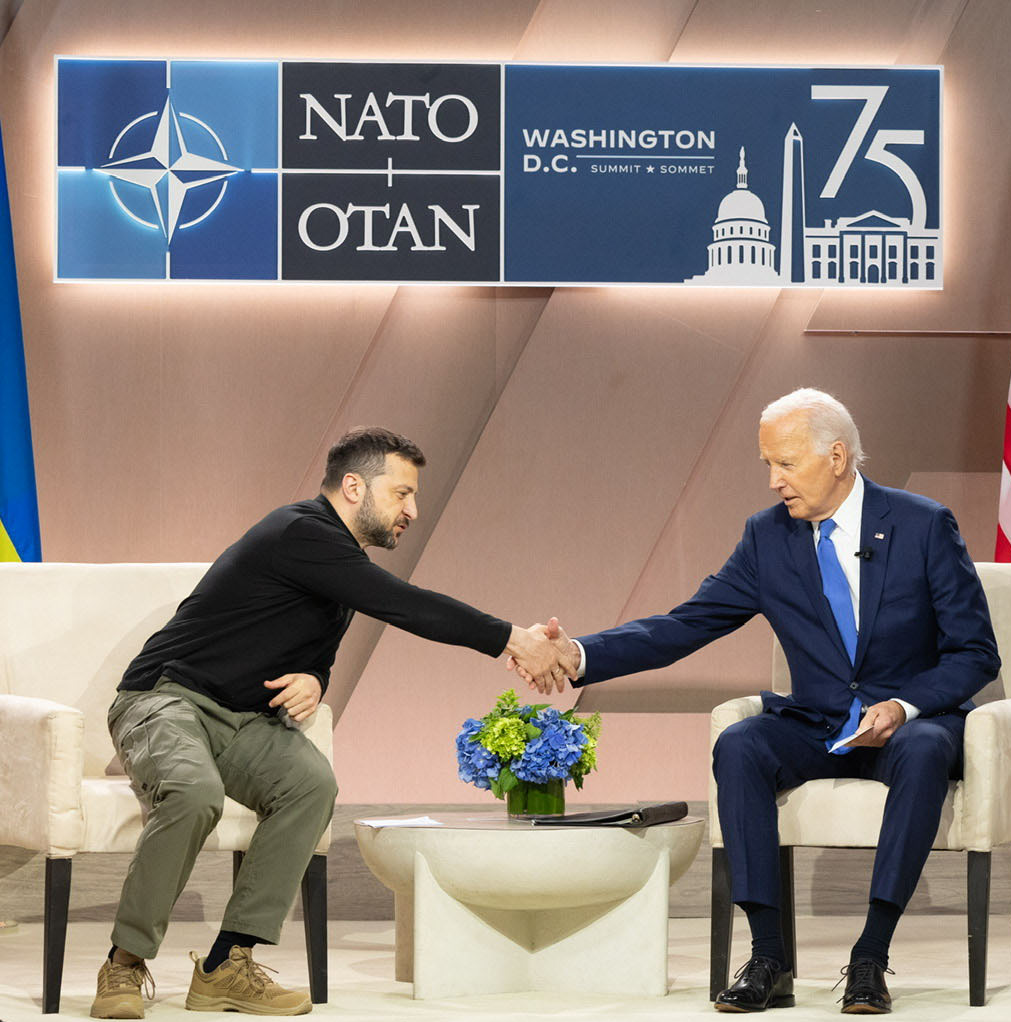
정상회의에서 볼로디미르 젤렌스키 우크라이나 대통령과 악수하고 있는 조 바이든 미국 대통령

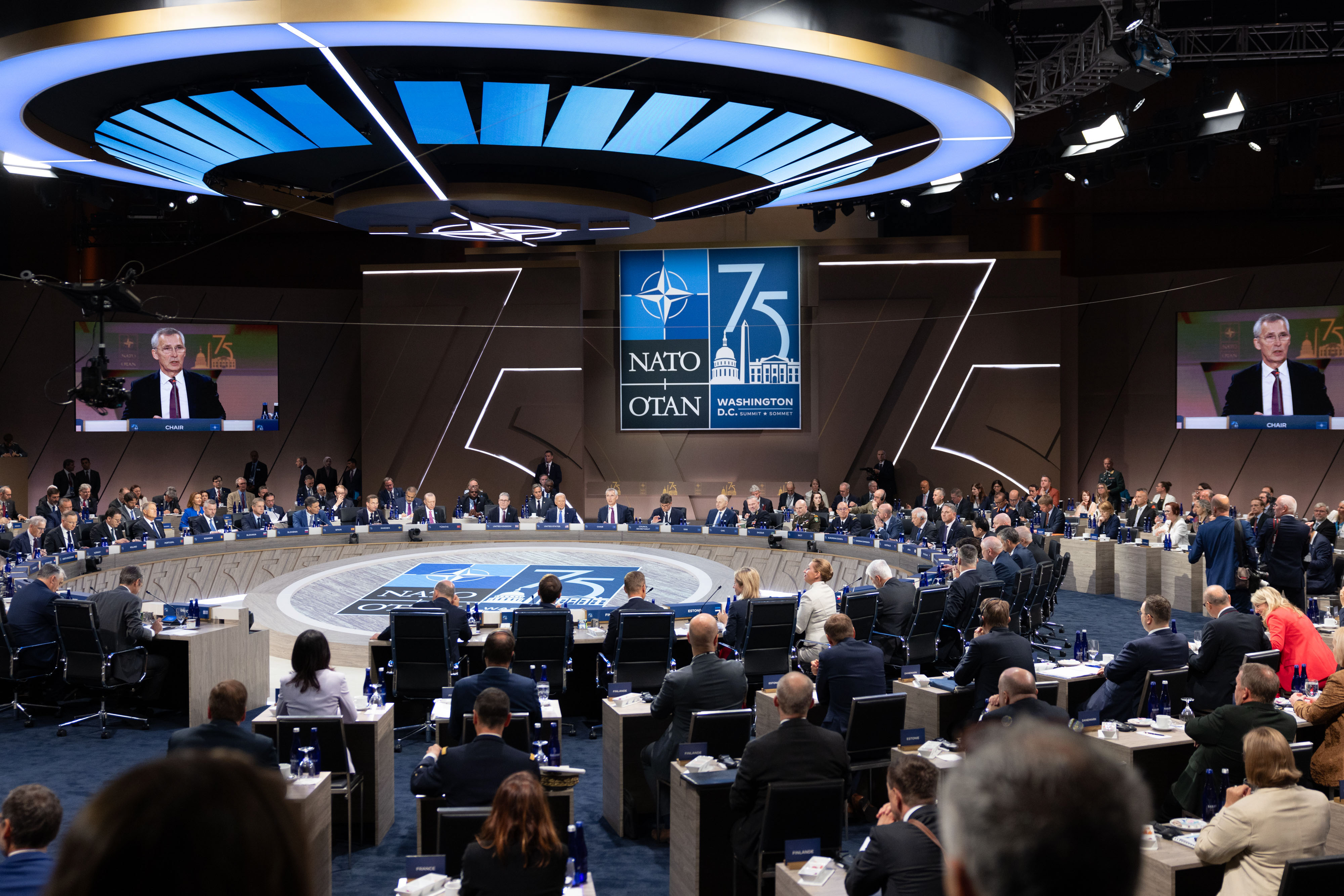
2024년 7월 11일 워싱턴 DC 워싱턴 컨벤션 센터에서 열린 나토 정상회의

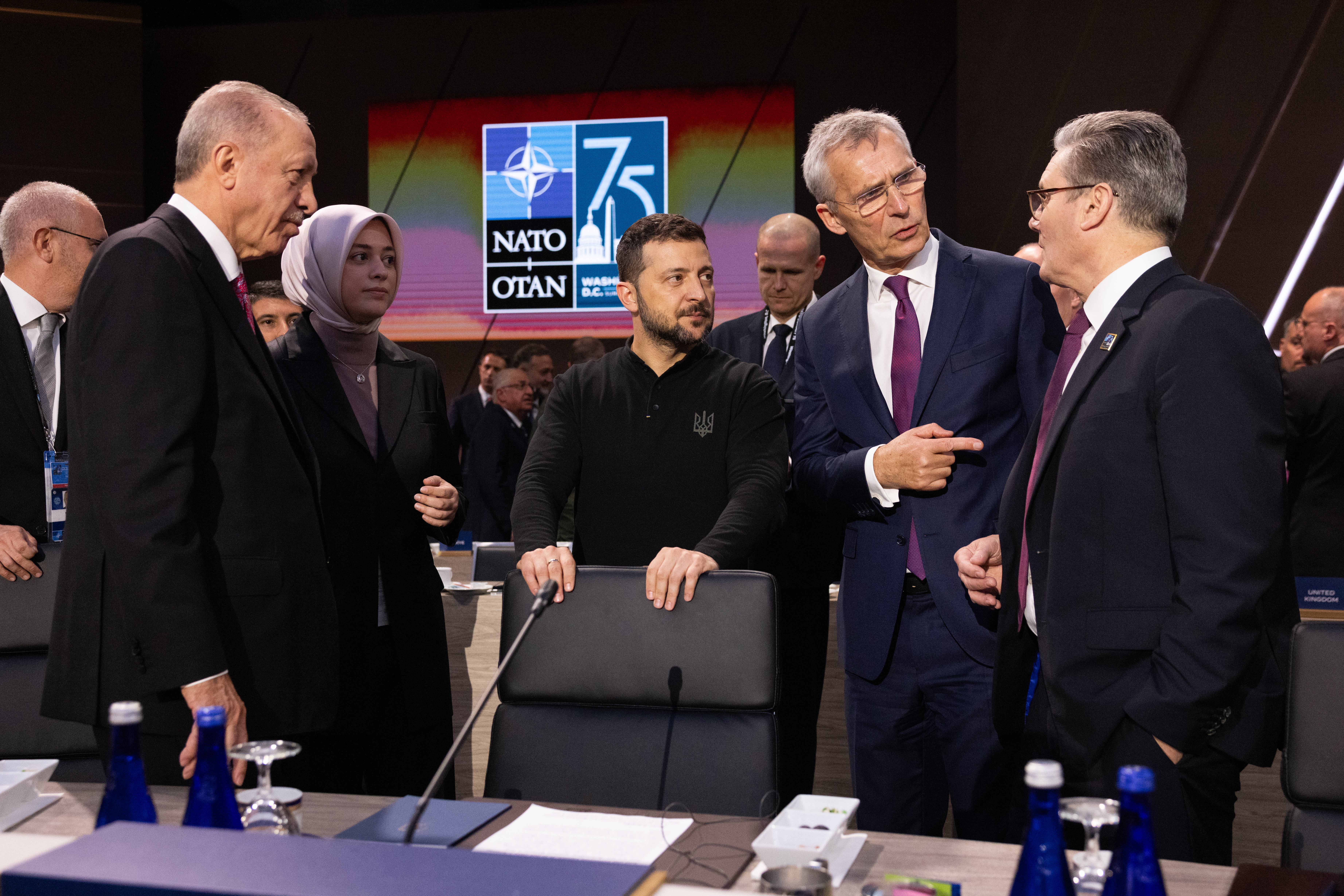

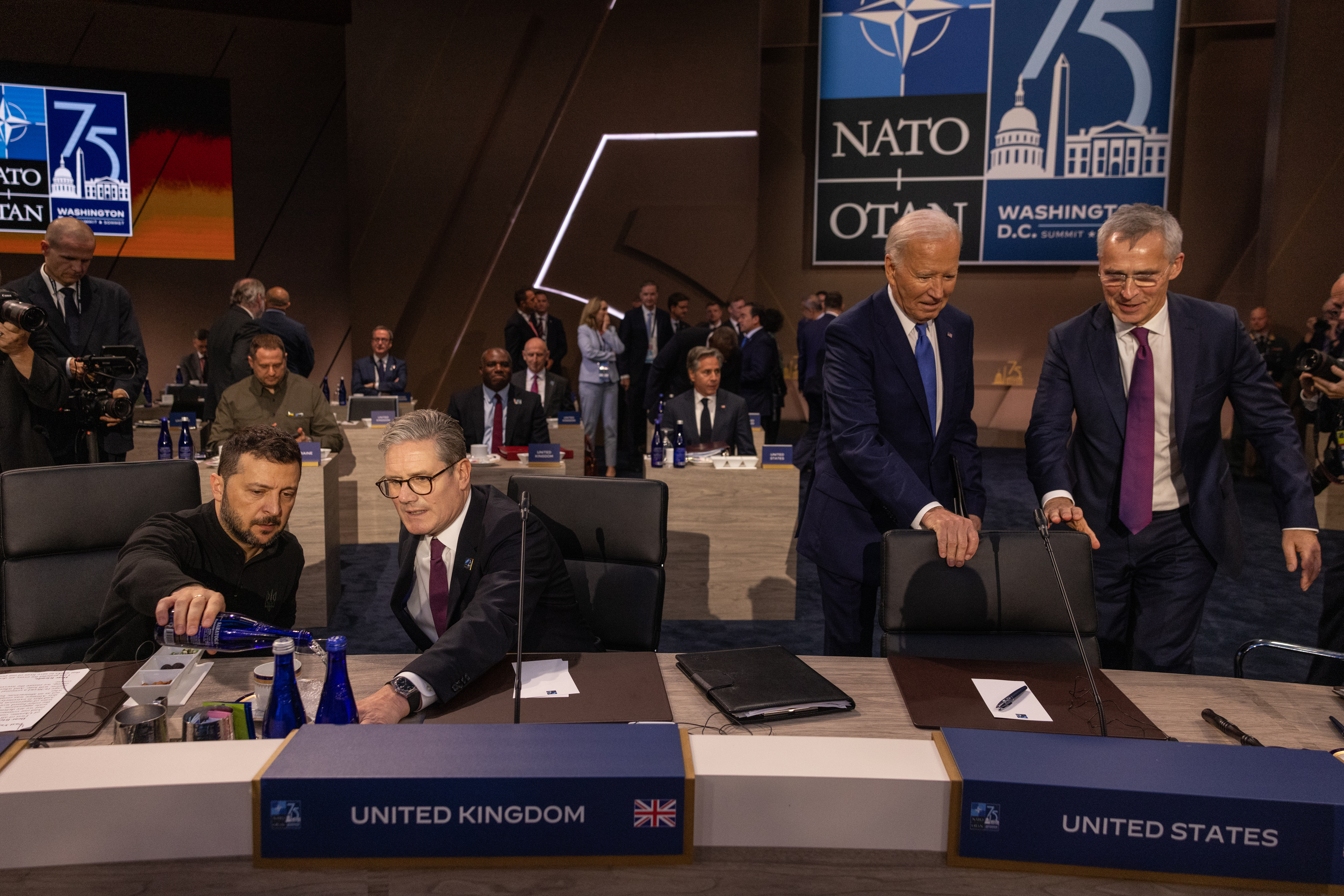

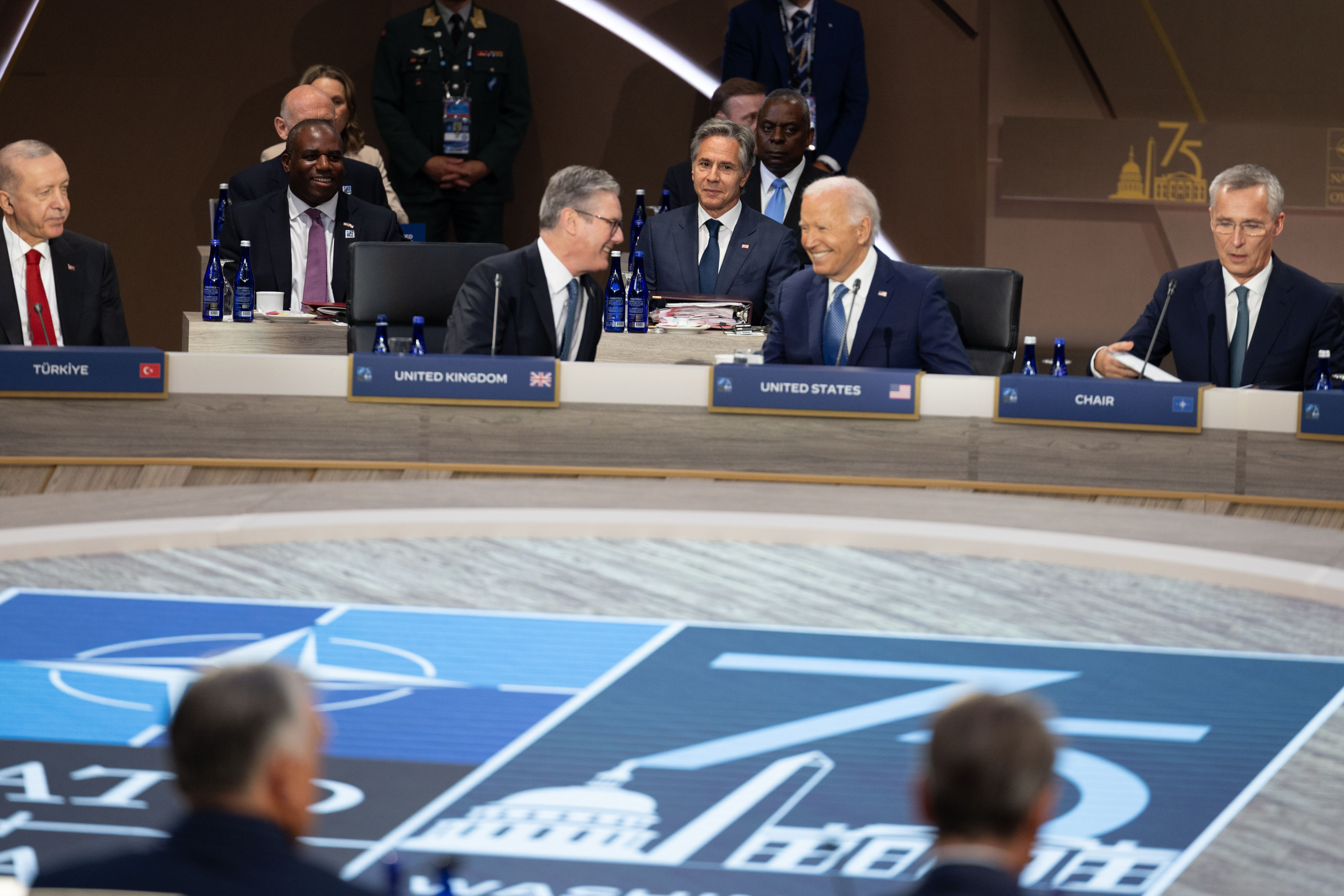